# غلوية
الغَلَوِيَّة هي سلالة إسكتلندية من أبقار اللحم سميت على اسم منطقة غلوي في إسكتلندا حيث نشأت خلال القرن السابع عشر، سوداء اللون متوسطة الحجم ذات جلد ثخين مناسب لمناخ إسكتلندا القاسي. تُربى للحومها.